# لزبین‌هراسی

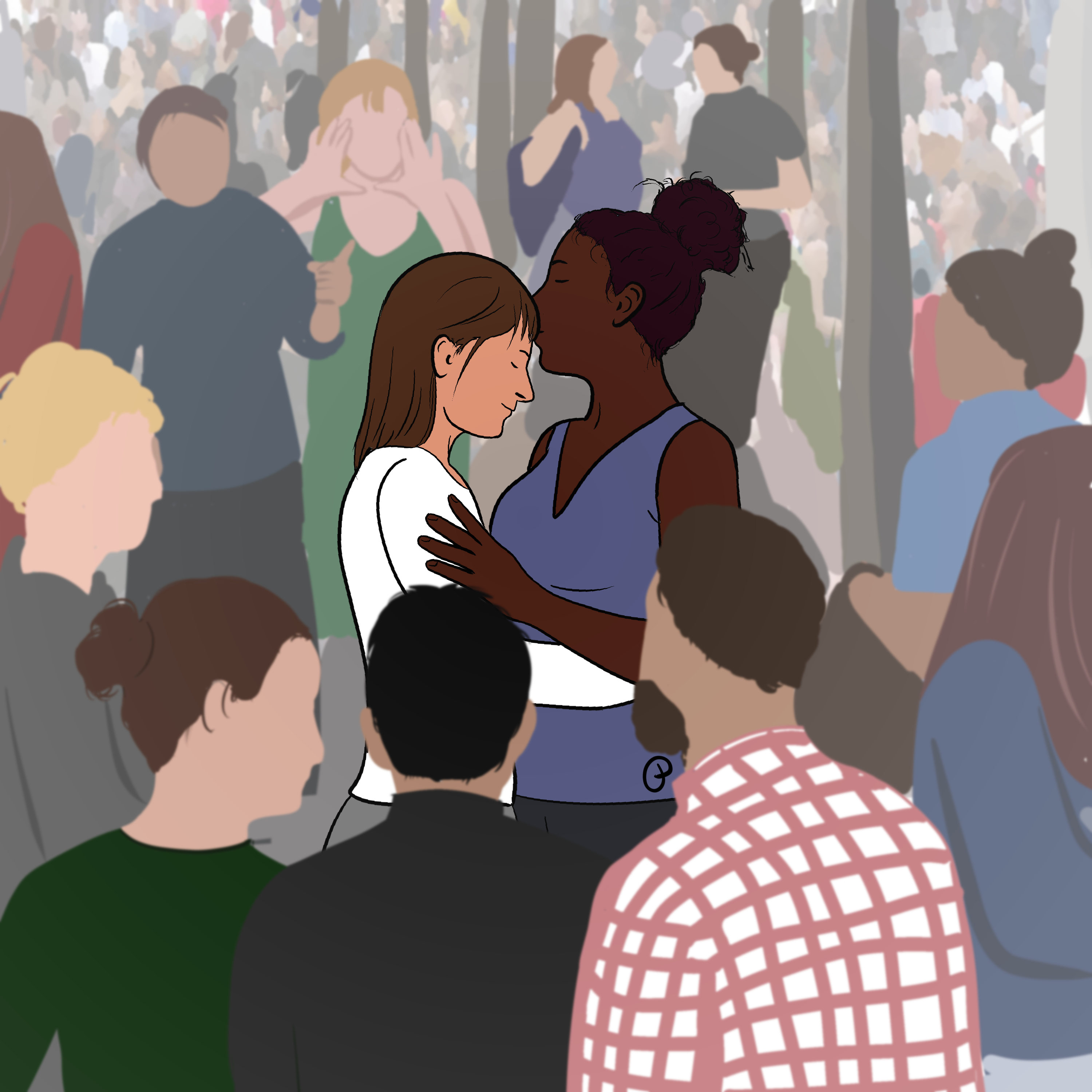
لزبین هراسی

لزبین هراسی (به انگلیسی: Lesbophobia) به هرگونه نگرش منفی به همجنسگرایان زن اعم از اشخاص، زوج‌ها یا تشکل‌های اجتماعی گفته می‌شود. این منفی نگری از تعصب، تبعیض، توهین، تجاوز یا هرگونه احساسات منفی، از تنفر گرفته تا خصومت را در بر می‌گیرد.
بر این اساس لزبین‌هراسی گونه‌ای از تبعیض جنسی علیه زنان است که با همجنسگراستیزی ارتباط تنگاتنگ یافته‌است.

## واژگان‌شناسی
در حالی که بسیاری افراد معمولاً واژه متداول‌تر همجنسگراستیزی را برای تبعیض و تعصب نسبت به همجنسگرایان زن به کار می‌برند برخی عقیده دارند که این کلمه نگرانی‌های به خصوص این گروه را کاملاً منعکس نمی‌کند چرا که همجنسگرایان زن تبعیضی مضاعف از لحاظ تبعیض جنسی و همجنسگراستیزی را تجربه می‌کنند.